# Rudolf Eger
Rudolf Eger (auch: Rudolf Georg Christian Eger, Rudolph Eger, geboren 16. Januar 1885 in Wien, Österreich-Ungarn; gestorben 18. Februar 1965 in München) war ein österreichisch-schweizerischer Schriftsteller und Regisseur. Er schrieb auch unter den Pseudonymen Rudolf Hochglend. Georg Rudolf und Georg Rudolph.

## Leben
Rudolf Eger entstammte einer jüdischen Familie; sein Bruder war der Regisseur Paul Eger, mit dem er 1903 zum Protestantismus konvertierte. Eger studierte an der Universität Berlin und der Universität Bern und promovierte zum Doktor der Philosophie. Anschließend lebte er in Wien, wo er journalistisch tätig war. 
1927 übernahm er eine Stelle als Regisseur an den Städtischen Bühnen in Graz, und ab 1928 war er an Berliner Theatern als Regisseur tätig und wurde stellvertretender Theaterdirektor am Lessing-Theater und danach am Neuen Theater am Zoo. Er war Chefdramaturg der May-Film A.G. Nach der Machtergreifung im Jahre 1933 emigrierte er in die Schweiz, wo er in Zürich lebte und für den Walter-Verlag und das Stadttheater Luzern tätig war. Eger lebte zuletzt im bayerischen Marquartstein.
Eger war Verfasser von Romanen, Kinder- und Jugendbüchern, Theaterstücken und Libretti; daneben übersetzte er aus dem Englischen und Französischen ins Deutsche.

## Werke (Auswahl)
- Das dekadente Jahrhundert, Berlin 1900
- Leben und Liebe, Dresden [u. a.] 1902 (unter dem Namen Georg Rudolph)
- Die schöne Zauberin, Wien 1906
- Der berühmte Gabriel, Wien [u. a.] 1916 (zusammen mit Ludwig Hirschfeld)
- Andors böser Geist, Wien 1921
- Die kleine Lecassot, Berlin 1921
- Schreck in der Abendstunde, Berlin-Wilmersdorf 1928 (zusammen mit Joe May)
- 13 bei Tisch, Wien [u. a.] 1932
- Frühlingsmädel, Berlin 1933
- Postfach 84, Zürich 1941 (unter dem Namen Rudolf Hochglend)
- Obrist Jack, Zürich 1942
- Junge Dame reist allein, Olten 1943
- Die Reisen des Marco Polo, Aarau 1944
- Amerigo Vespucci, Zürich 1945
- Die erste Weltumseglung, Olten 1945
- Die Flucht aus den Bleikammern, Zürich [u. a.] 1945
- Im dunkeln Erdteil, Zürich 1945
- Sagen aus aller Welt, Zürich 1945
- Eine Stimme erobert die Welt, Zürich 1945
- Was jeder wissen sollte, Basel 1946
- Berühmte Kriminalfälle aus vier Jahrhunderten, Detmold 1949
- David Livingstone, Zollikon-Zürich 1949
- Das Meer ruft, Luzern 1949
- Ein Bub und zwei Könige, Olten 1951
- Das Rad erobert die Welt, Olten [u. a.] 1952
- Siemens, der Elektrokönig, Einsiedeln [u. a.] 1954
- Stephenson erfand die Lokomotive, Einsiedeln [u. a.] 1954
- Daimler und Benz erfinden Motorrad und Auto, Einsiedeln [u. a.] 1955
- Mister Edison zaubert, Einsiedeln [u. a.] 1955
- Mungo Park, Olten [u. a.] 1955 (unter dem Namen Georg Rudolph)
- Rezepte und Hausmittel aus vier Jahrhunderten, Zürich 1955
- Der tolle Trenck, Gütersloh 1955
- Die Brüder Wright und Graf Zeppelin, Köln [u. a.] 1956
- Genie ohne Erfolg, Einsiedeln [u. a.] 1957
- Triumph des Dampfes, Einsiedeln [u. a.] 1958 (unter dem Namen Georg Rudolf)
- Tonio, der junge Venezianer, München 1959
- Siegeszug des Radios, Einsiedeln [u. a.] 1961
- Alfred Nobel, Zürich 1962
- Geheimauftrag Manaos, Einsiedeln [u. a.] 1964

## Herausgeber
- Abraham a Sancta Clara: Etwas für alle, Olten 1947

## Übersetzungen
- Hans Christian Andersen: Märchen. Zürich 1944.
- Honoré de Balzac: Verwegene Geschichten. Zürich u. a. 1945.
- James Fenimore Cooper: Bleichgesichter auf der Flucht. Olten 1943.
- Daniel Defoe: Zu Fuß durch Afrika. Zürich 1942.
- Ruth Feiner: Drei Tassen Kaffee. Bern 1944.
- als Rudolf Hochglend: Norah Lofts: Hester Room. Zürich 1941.
- Frederick Marryat: Peter auf den sieben Meeren. Köln 1949.
- James Street: Meines Vaters Haus. Bern 1944.
- Mark Twain: Tom Sawyer’s Abenteuer. Zürich 1943.
- Mark Twain: Huckleberry Finn’s Fahrten und Abenteuer. Zürich 1944.